# Hexoplon ctenostomoides
Hexoplon ctenostomoides är en skalbaggsart som beskrevs av Thomson 1867. Hexoplon ctenostomoides ingår i släktet Hexoplon och familjen långhorningar. Inga underarter finns listade i Catalogue of Life.